# Amata phaeochyta
Amata phaeochyta là một loài bướm đêm thuộc phân họ Arctiinae, họ Erebidae.